# Icaleptes
Icaleptes is een geslacht van hooiwagens uit de familie Icaleptidae.
De wetenschappelijke naam Icaleptes is voor het eerst geldig gepubliceerd door Kury & Pérez in 2002. 

## Soorten
Icaleptes is monotypisch en omvat slechts de volgende soort:
- Icaleptes malkini